# Палатний Артур Леонідович
Арту́р Леоні́дович Пала́тний (нар. 15 липня 1973, Київ, Україна) — український політик, народний депутат України 7-го і 8-го скликань. Голова Комітету ВРУ з питань сім'ї, молодіжної політики, спорту та туризму. Кавалер ордена «За заслуги» III ступеня (2018).

## Освіта
1994 закінчив Переяслав-Хмельницький педагогічний університет за спеціальністю «Фізична культура».
У 1999 вступив до аспірантури Національного університету фізичного виховання і спорту України, захистив дисертацію та отримав науковий ступінь кандидата наук з фізичного виховання та спорту за спеціальністю «Олімпійський та професійний спорт».

## Трудова та політична діяльність
1997—2004 — працював на посадах менеджера відділу, начальника відділу маркетингу та реклами у ТОВ «ІТА».
З 2001 — в. о. голови правління ЗАТ «Театральне», 2005—2012 роки — член наглядової Ради компанії «Ukr.net».
З 2004 — доцент кафедри спортивних дисциплін, ігор та туризму Переяслав-Хмельницького державного педагогічного університету ім. Сковороди. За час педагогічної та наукової діяльності підготував 22 наукові та навчально-методичні праці.
2010—2012 — депутат Київської обласної ради, голова фракції «УДАР Віталія Кличка».
Віце-президент Федерації боксу Києва.

## Парламентська діяльність
З 2012 — народний депутат України VII скликання, голова Комітету Верховної Ради з питань сім'ї, молодіжної політики, спорту та туризму.
З 2014 — народний депутат України VIII скликання, член фракції БПП, голова Комітету Верховної Ради з питань сім'ї, молодіжної політики, спорту та туризму.
Був одним з 59 депутатів, що підписали подання, на підставі якого Конституційний суд України скасував статтю Кримінального кодексу України про незаконне збагачення, що зобов'язувала держслужбовців давати пояснення про джерела їх доходів і доходів членів їх сімей. Кримінальну відповідальність за незаконне збагачення в Україні запровадили у 2015 році. Це було однією з вимог ЄС на виконання Плану дій з візової лібералізації, а також одним із зобов'язань України перед МВФ, закріпленим меморандумом.
26 березня 2021 Палатний став керівником виконкому партії УДАР.

## Скандали
Зв'язки з кримінальним бізнесом: Палатного пов'язують із діяльністю нічного клубу "Ріо" в Києві, який фігурував у розслідуваннях щодо торгівлі людьми та примусу до проституції. Його бізнес-партнером був Веніамін Гонікман, який у США був засуджений за організацію мережі нічних клубів, де експлуатували жінок зі Східної Європи.
Корупційні схеми в Києві: Палатного звинувачують у причетності до розкрадання бюджетних коштів Києва через контроль над різними нелегальними бізнесами та схемами, зокрема у будівництві Подільського мосту та діяльності комунальних підприємств.
Близькі стосунки з Віталієм Кличком: Палатний є кумом та близьким соратником мера Києва Віталія Кличка, що, за деякими джерелами, сприяло його впливу та уникненню відповідальності за можливі правопорушення.
Несплата податків: Стрип-клуб "Ріо", пов'язаний із Палатним, був об'єктом розслідувань щодо несплати податків на суму майже два мільйони гривень. Однак після Революції Гідності справу було закрито, що викликало підозри у корупційних домовленостях.

## Родина
Одружений, виховує сина і дочку.